# Buellia pullata
Buellia pullata är en lavart som beskrevs av Tuck. Buellia pullata ingår i släktet Buellia och familjen Physciaceae.   Inga underarter finns listade i Catalogue of Life.